# ムアンアムナートチャルーン郡
座標: 北緯15度51分30秒 東経104度37分48秒 / 北緯15.85833度 東経104.63000度
ムアンアムナートチャルーン郡（ムアンアムナートチャルーンぐん）はタイ東北部・アムナートチャルーン県の郡（アムプー）である。同県の県庁所在地（ムアン）でもある。

## 名前
アムナートチャルーンとは「権力の栄え」という意味である。

## 歴史
元々アムナートチャルーンはケーマラートに従属するムアン（都市）であった。ラーマ5世（チュラーロンコーン）時代、チャクリー改革によりアムナートチャルーンは再編されウボンラーチャターニー県に編入され、郡（アムプー）となった。その後、中心地の名を取ってブン郡と呼ばれることになった。しかし、1939年アムナートチャルーンと改称された。1993年ウボンラーチャターニー県からアムナートチャルーンを中心とする地域が分離し、県となったが、このためアムナートチャルーンはムアンとなった。

## 地理
ムーン川水系にある支流によってつくられた平地にある。主な水源は、セーボック水流、セーバーイ水流である。
国道212号線が南北に通っており北にムックダーハーン方面、南にウボンラーチャターニー方面と通じる。国道202号線が東西に通っており、東にケーマラート方面、西にヤソートーン方面と通じる。

## 経済
主な産業は、農業や牧畜で、コメ、タピオカ、サトウキビなどが生産されている。

## 行政区分
郡は19のタムボンに分かれ、さらにその下位に212の村（ムーバーン）がある。自治体（テーサバーン）が設置されており以下のようになっている。
- テーサバーンムアン・アムナートチャルーン・・・タムボン・ブンの一部
- テーサバーンタムボン・ナムプリーク・・・タムボン・ナムプリークの一部

また、郡内には19のタムボン行政体（オンカーンボーリハーンスワンタムボン）がある。
1. タムボン・ブン・・・ตำบลบุ่ง
2. タムボン・カイカム・・・ตำบลไก่คำ
3. タムボン・ナーチック・・・ตำบลนาจิก
4. タムボン・プラーカーオ・・・ตำบลปลาค้าว
5. タムボン・ラオプルワン・・・ตำบลเหล่าพรวน
6. タムボン・サーンノックナー・・・ตำบลสร้างนกทา
7. タムボン・クップヤイ・・・ตำบลคึมใหญ่
8. タムボン・ナープー・・・ตำบลนาผือ
9. タムボン・ナムプリーク・・・ตำบลน้ำปลีก
10. タムボン・ナーワン・・・ตำบลนาวัง
11. タムボン・ナーモーマー・・・ตำบลนาหมอม้า
12. タムボン・ノーンポー・・・ตำบลโนนโพธิ์
13. タムボン・ノーンナームテン・・・ตำบลโนนหนามแท่ง
14. タムボン・フワイライ・・・ตำบลห้วยไร่
15. タムボン・ノーンマセーオ・・・ตำบลหนองมะแซว
16. タムボン・クットプラードゥック・・・ตำบลกุดปลาดุก
17. タムボン・ドーンムーイ・・・ตำบลดอนเมย
18. タムボン・ナーヨム・・・ตำบลนายม
19. タムボン・ナーテー・・・ตำบลนาแต